# Anna Woynarowska
Anna Vojnarovsky eller Woynarowska, levde 1750, var en polsk grevinna. Hon var en av Karl XII:s fordringsägare och känd som "polska grevinnan". 
Då Karl XII med sin armé 1716 lämnade Bender för att återvända till Sverige gav han tillåtelse till sina fordringsägare att följa med till Sverige, för att vara säkra på att de alla skulle få betalt. Dessa bestod av armenier, turkar, judar och många andra, som när de anlände till Sverige kallades "Det orientaliska byket". De bodde först i Blekinge men flyttades 1719 till Stockholm. Karl XII hade lovat att de skulle få betalt, men skulderna var enorma och deras krav orsakade stora svårigheter för svenska rådet och drog ut flera år. Även falska fordringar ställdes, vilket tog ännu mer tid. Ännu 1731 anlände fler av dessa fordringsägare till Stockholm.  
En av de mest uppmärksammade av dessa var Vojnarovsky. Hon var dotter till en överste Mirovitz, som dött som svensk krigsfånge i Göteborg, och gift med systersonen till Ivan Mazepa. Karl XII var skyldig hennes make ett lån på en halv miljon rdr, och han hade sänt henne till Stockholm för att agera ombud år 1717. Själv uppehöll han sig i Hamburg, varifrån han snart kidnappades till livstids fängelse i Sibirien. Vojnarovsky ska ha förorsakat svenska riksrådet stora bekymmer. 1718 fick hon en fem år gammal revers på en halv miljon daler förnyad av regeringen. Under tiden fick hon ett underhåll på 4.000 daler smt årligen. Hon avböjde och begärde utresepass och papper på att svenska staten inte velat reglera skulden. Riksdagen ville undvika att hon överlät skulden på en makthavare och gav henne därför år 1725 fyra tunnor guld (en "tunna guld" betyder här 100.000 riksdaler silvermynt) med avdrag för Tynnelsö gods och en fastighet i Stockholm. 
Vojnarovsky bosatte sig sedan på Tynnelsö. Hon sålde egendomen 1742, och lämnade Sverige under 1750-talet. 